# ギレアド

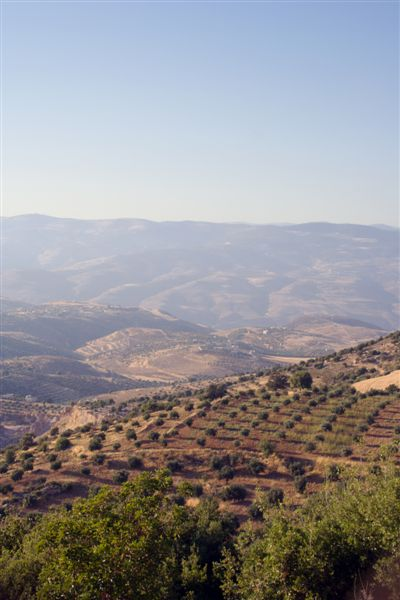
ギレアドの丘

ギレアド(Gilead、ヘブライ語: גִּלְעָד Gīləʿāḏ ギルアド、アラビア語: جلعاد Ǧalʻād ジャルアード)はヨルダン川東の山地の名称である。
文語訳聖書と口語訳聖書ではギレアデ、新共同訳聖書ではギレアド、聖書協会共同訳聖書ではギルアドとする。

## 語源
- 創世記31章48節によれば、ラバンとヤコブが契約を結んだ証拠（エド）として、立てられた石塚（ガル）から、ガルエド（ヘブライ語: גלעד gal‛êd）と言ったことに由来している。
- 荒々しい岩山によって成っているので、「固い」ことを表すアラビア語の(Ja'ad)に由来しているという説もある[要出典]。

## 聖書
広義のギレアドは、南のアルノン川以北、北のヤルムク川以南の領域であり、イスラエル人が住んでいたヨルダン川東側全域をさし、マナセ族（の内のヨルダン東の半部族）、ガド族、ルベン族に割り当てられた。聖書はこの3部族をギレアド人（ギレアドびと）と総称している(聖書学者はこの3部族をギレアド部族とよび、聖書の「ギレアド人」は3部族が王国時代を通じて徐々に混淆してできた人々と考えている)。かつてマナセの半部族、またガド族とルベン族が、「ここは放牧に適しているので、私たちに割り当て地をして与えてください」と モーセ に頼んだ地域である  。
広義のギレアドは、高原・狭義のギレアド・バシャン（ヤボク川から北の地）の三つの領域に区分され、そのうちの狭義のギレアド（首都はラバ（Rabbah））はダビデがアモン人を征服して以来イスラエル領として留まったが、高原とバシャンは、激しい争奪戦を繰り返した。
サウルが王に即位して最初の仕事は、ヤベシュ・ギルアデをアモン人ナハシュの手からすくい出すことであった。後にダビデは息子アブシャロムによる謀反の際、ギレアドに逃れて、エフライムの森の決戦（The Battle of Ephraim Wood）で勝利し、王宮に帰還することになった。
ミカ書 7:14では、ギレアドと共に登場する。